# Zenon Kasprzak
Zenon Kasprzak (ur. 10 maja 1962 w Poniecu) – polski żużlowiec.
Ojciec Krzysztofa i Roberta Kasprzaków, również żużlowców.

## Życiorys
Licencję żużlową zdobył w 1980. Do 1993 reprezentował barwy Unii Leszno, zdobywając 8 medali Drużynowych Mistrzostw Polski, w tym 3 złote (1987, 1988, 1989), 2 srebrne (1982, 1983) oraz 3 brązowe (1981, 1985, 1986). Był również wielokrotnym medalistą Mistrzostw Polski Par Klubowych, w tym czterokrotnie złotym (1984, 1987, 1988, 1989). Kolejnymi klubami, w których startował były: Polonia Piła (1995), Kolejarz Rawicz (1996–1998), Śląsk Świętochłowice (1999) oraz Iskra Ostrów Wielkopolski (2000).
Największy indywidualny sukces w karierze odniósł w 1990 w Lublinie, gdzie zdobył tytuł Indywidualnego Mistrza Polski. Na podium tych rozgrywek stawał jeszcze dwukrotnie, w 1987 w Toruniu (srebrny medal) oraz w 1988 w Lesznie (brązowy medal). Do innych jego sukcesów na arenie krajowej należały m.in.:
- I m. (1987) i III m. (1988) w turnieju o „Złoty Kask”,
- III m. w turnieju „Srebrny Kask” (1983),
- I m. (1990), trzykrotnie II m. (1984, 1985, 1993) oraz trzykrotnie III m. (1986, 1987, 1992) w Memoriałach Alfreda Smoczyka (Leszno),
- dwukrotnie I m. (1986, 1987), II m. (1983) oraz dwukrotnie III m. (1984, 1985) w turniejach o Łańcuch Herbowy Miasta Ostrowa Wielkopolskiego,
- II m. (1986) i III m. (1990) w Memoriałach im. Jana Ciszewskiego (Rybnik),
- II m. w Kryterium Asów Polskich Lig Żużlowych im. Mieczysława Połukarda (Bydgoszcz, 1989).

Z kolei jego największym sukcesem na arenie międzynarodowej był awans do finału Indywidualnych Mistrzostw Świata, rozegranego w Vojens w 1988 (w turnieju tym zajął XIV miejsce). W tym samym roku zajął VII m. w Indywidualnym Pucharze Mistrzów w Kršku.
W 2000 zakończył czynną karierę żużlową.